# Терещенко Сергій Миколайович
Сергій Миколайович Терещенко (рос. Сергей Николаевич Терещенко; 28 грудня 1991, м. Магнітогорськ, СРСР) — російський хокеїст, захисник. Виступає за «Металург» (Магнітогорськ) у Континентальній хокейній лізі.  
Вихованець хокейної школи «Металург» (Магнітогорськ). Виступав за «Металург-2» (Магнітогорськ), «Стальні Лиси» (Магнітогорськ), СКА-1946 (Санкт-Петербург), «Донбас» (Донецьк). 
Досягнення
- Володар Кубка Харламова (2010).
- Володар Кубка Гагаріна (2014).